# Preten (Amt Neuhaus)

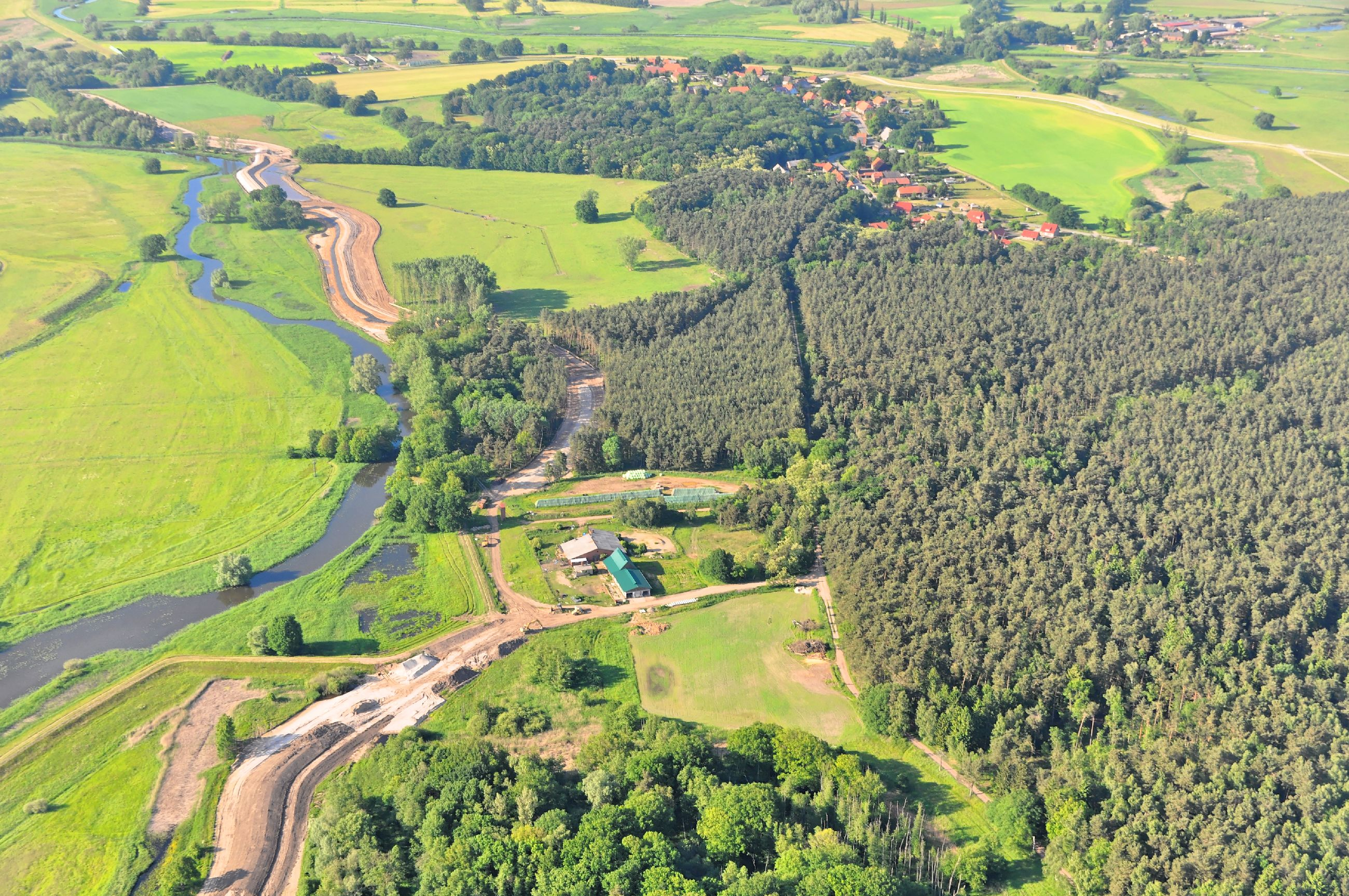
Preten und die Krainke aus der Luft (2013)

Preten ist ein Ortsteil der östlich der Elbe gelegenen Gemeinde Amt Neuhaus und gehört zur Ortschaft Dellien in Niedersachsen.

## Geografie
Preten liegt zwischen den Flüssen Krainke und Sude. Die Krainke fließt nordwestlich von Preten in die Sude. Die Sude mündet bei Boizenburg/Gothmann in die Elbe. Eineinhalb Kilometer nördlich und östlich des Ortes verläuft die Landesgrenze zu Mecklenburg-Vorpommern.

## Name
Dass der Name slawischen Ursprungs ist, ist in der Literatur unbestritten. Für die konkrete Bedeutung werden aber vor allem zwei verschiedene Ableitungen benutzt:
Paul Kühnel stellt 1901 den Namen Preten zu altsl. prêtŭ (Drohung) oder prêtonŭ (Aushau), während Jürgen Udolph 1998 Preten als einen Fischerflurnamen deutet (Vertiefung, Untiefe im See).

## Geschichte
Im 11. und 12. Jahrhundert siedelten im Pretener Gebiet die slawischen Polaben. Daher ist auch das Wort Preten slawischen Ursprungs.
1328 erteilt Heinrich von Mecklenburg die Erlaubnis, an der Herzogsfurt eine neue Burg zu bauen „unde scolen en buwen en hus to des Hertogenvorde up use kost“.
Nach Ende des Zweiten Weltkrieges kam Preten zur sowjetischen Besatzungszone und somit seit 1949 zur DDR. Am 1. Januar 1974 verlor Preten im Rahmen der Gebietsänderungen im Bezirk Schwerin seine Eigenständigkeit und wurde nach Dellien eingemeindet.
Durch einen Staatsvertrag kam das Amt Neuhaus 1993 zu Niedersachsen.